# Polisindeto
Il polisindeto è l'elencazione di termini nella stessa frase o la coordinazione di più proposizioni con la ripetizione della congiunzione. Il termine deriva dal greco antico πολυσύνδετον?, polysýndeton, "multicollegato".
Nel polisindeto possono essere presenti anche le proposizioni coordinate.
Il polisindeto produce un effetto di rallentamento e dilatazione, a differenza dell'asindeto che, può sia rendere il testo veloce e incalzante, sia rallentarlo.

## Esempi
Italiano:
infinito silenzio a questa voce

vo comparando: e mi sovvien l'eterno,

 e le morte stagioni, e la presente

 e viva, e il suon di lei.»
(Giacomo Leopardi, L'infinito)
Volgare italiano:
et per aere et nubilo et sereno et onne tempo»
(San Francesco d'Assisi, Cantico delle creature)
Latino:
(Orazio, Carmina II, 14)
Italiano: 

tende, e i percossi valli, 

e il lampo de' manipoli, 

e l'onda dei cavalli, 

e il concitato imperio,

e il celere ubbidir.»
(Alessandro Manzoni, Il cinque maggio)
Inglese:

(primo verso della filastrocca iniziale del film Halloween, la notte delle streghe)